# 調査情報
調査情報（ちょうさじょうほう）は、東京放送ホールディングス（TBSHD）の子会社であるTBSメディア総合研究所が発行していた雑誌（隔月刊誌）。主にテレビを中心とするマスメディア批評を扱う。1958年創刊。
このページでは同誌の休刊後に刊行された、TBSメディア総合研究所が運営するウェブマガジン『調査情報デジタル』についても記述する。 

## 概要
TBSでは、前身の株式会社ラジオ東京（現：株式会社東京放送ホールディングス）時代から月刊誌「調査情報」を40年以上に渡り刊行してきたが（当時は同社編成考査部が発行）、1993年4月に休刊。しかし業界関係者の多くから復刊を求める声が挙がったことから、1996年に隔月刊誌「新・調査情報 passingtime（-パッシングタイム）」として復刊。2008年から「調査情報」に改題した。2020年11月発行号をもって再度休刊。
市川哲夫が2007年7月から2016年3月まで編集長。
2013年6月に、ギャラクシー賞・志賀信夫賞を受賞。
2021年4月5日、「調査情報」の後継となるウェブマガジン「調査情報デジタル」を創刊する。